# George Desnoyer
Pour les articles homonymes, voir Desnoyer.
George Desnoyer, né vers 1700 et mort en 1764 à Londres, est un danseur britannique. 

## Biographie
Danseur et professeur de danse, en particulier de Frederick, prince de Galles, il partage son temps entre Londres et Hanovre à partir des années 1720. 
Il apparait à Londres en 1721 et 1722, puis y mène une carrière d'interprète entre 1731 et 1742. Il est peut-être né vers 1700 à Hanovre, car il est le fils du maître à danser « Denoyé » employé par Georg Ludwig, électeur de Hanovre qui deviendra le roi George Ier d'Angleterre.
George Desnoyer est sans doute lié à la lignée des Desnoyers français car il se fait remarquer par sa technique de la danse française lorsqu'il apparait pour la première fois à Londres, au Drury Lane Theatre, au début de 1721. Son père meurt le 18 avril 1721 et il lui succède. Il quitte ainsi l'Angleterre au cours de l'été 1722 pour devenir maître de danse du petit-fils de George Ier, le prince Frederick, resté à Hanovre. Sa nomination au tribunal électoral prend officiellement fin au début de 1730 et, l'année suivante, Desnoyer retourne à Londres. Il est présenté comme « premier danseur du roi de Pologne » lors de son apparition à Drury Lane à la fin de 1731, et pendant les années suivantes, il partage son temps entre Londres, Dresde et Varsovie. 
Dans sa carrière, il exécute des solos, des duos et des danses de groupe et apparaît dans diverses pièces ultérieures. Il entretint des partenariats notables avec plusieurs danseuses de premier plan. Bien que pratiquement toutes les chorégraphies qu'il a interprétées ont été perdues, il existe de nombreux autres témoignages qui éclairent son style et sa technique de danse.
William Hogarth le représente à diverses reprises dans des estampes satiriques. Son fils, Philip (v. 1727-1788) devient aussi professeur de danse et enseignera la danse aux fils du prince de Galles, dont le futur George III.

## Élèves
- Francis Peacock